# Lužice (kraj ustecki)
Lužice – miejscowość i gmina (obec) w Czechach, w kraju usteckim, w powiecie Most. W 2022 roku liczyła 575 mieszkańców.